# Роза (имя)
Ро́за — женское имя, распространëнное в Европе и Америке. Может употребляться и как самостоятельное, и как краткая форма других имён.
Распространённое имя у казахов. 

## Происхождение
Имя Роза происходит от латинского rosa — роза. Есть также версия происхождения от древнегерманского женского имени Hrodheir, составленного из элементов hrod — «слава» и heid — «род», которое стало ассоциироваться с латинским rosa.
Также Роза — это краткая форма различных женских имен (Розалия, Розанна, Розелла, Розеллина, Розетта, Розинелла, Розита, Розабелла, Розальда, Розалинда, Розанджела, Розаура).
Роза — это русское произношение, в европейских странах распространены другие формы — Рози, Роуз (англ. Rose; с англ. — «Роза, розовый»), также Рос (нидерл. Roos) в Голландии.

## Именины
Католические именины: 6 марта, 7 мая, 23 августа, 30 августа, 4 сентября, 28 сентября.